# Либер, Ларри
Ларри Либер (англ. Larry D. Lieber, род. 26 октября 1931, Манхэттен, Нью-Йорк, США) — американский сценарист и художник комиксов, младший брат Стэна Ли. Один из создателей таких персонажей, как Железный человек, Тор, Локи, Человек-муравей.

## Созданные персонажи
| Персонаж             | Год первого появления | Соавторы                      |
| -------------------- | --------------------- | ----------------------------- |
| Вонг-Чу              | 1963                  | Дон Хек, Стэн Ли              |
| Джейн Фостер         | 1962                  | Джек Кёрби, Стэн Ли           |
| Железный человек     | 1963                  | Джек Кёрби, Дон Хек, Стэн Ли  |
| Локи                 | 1949, 1962            | Джек Кёрби, Стэн Ли           |
| Ричард и Мэри Паркер | 1968, 1997            | Стэн Ли                       |
| Тор                  | 1962                  | Джек Кёрби, Дон Рико, Стэн Ли |
| Тюр                  | 1962                  | Джек Кёрби, Стэн Ли           |
| Хеймдалль            | 1962                  | Джек Кёрби, Стэн Ли           |
| Хо Йинсен            | 1963                  | Дон Хек, Стэн Ли              |
| Хэнк Пим             | 1962                  | Джек Кёрби, Стэн Ли           |
| Чародей              | 1962                  | Джек Кёрби, Стэн Ли           |
| Человек-муравей      | 1962                  | Джек Кёрби, Стэн Ли           |
| Яйцеголовый          | 1962                  | Джек Кёрби, Стэн Ли           |